# Cucullia perlucida
Cucullia perlucida là một loài bướm đêm trong họ Noctuidae.